# Tit Fonteu
Tit Fonteu (en llatí Titus Fonteius) va ser un militar romà del segle iii aC. Formava part de la gens Fonteia, una gens romana d'origen plebeu originària de Tusculum.
Va ser legat de Publi Corneli Escipió a Hispània l'any 212 aC. Després de la derrota i la mort de Publi i Gneu Corneli Escipió, Fonteu com a prefecte del campament havia d'assolir el comandament temporal de les legions, però els soldats, que el consideraven poc apropiat per conduir un exèrcit derrotat en mig d'enemics hostils, van aclamar com a cap a Luci Marci, però sembla que Fonteu va ser el segon en el comandament. Si és el mateix Tit Fonteu que menciona Frontí, era un oficial valent i molt capaç.